# Paracis bebrycoides
Paracis bebrycoides är en korallart som först beskrevs av Nutting 1910.  Paracis bebrycoides ingår i släktet Paracis och familjen Plexauridae. Inga underarter finns listade i Catalogue of Life.